# Hefesto
Hefesto (em grego:  Ἥφαιστος , transl.: Hēphaistos) é um deus da mitologia grega, cujo equivalente na mitologia romana era Vulcano. Filho de Zeus e Hera, rei e rainha dos deuses ou, de acordo com alguns relatos, apenas de Hera, era o deus da tecnologia, dos ferreiros, artesãos, escultores, metais, metalurgia, fogo, dos vulcões e do lume. Como outros ferreiros mitológicos, porém ao contrário dos outros deuses, Hefesto era manco, o que lhe dava uma aparência grotesca aos olhos dos antigos gregos. Servia como ferreiro dos deuses, e era cultuado nos centros manufatureiros e industriais da Grécia, especialmente em Atenas. O centro de seu culto se localizava em Lemnos.
Os símbolos de Hefesto são um martelo de ferreiro, uma bigorna e uma tenaz, embora por vezes tenha sido retratado empunhando um machado.
Hefesto foi responsável, entre outras obras, pela égide, escudo usado por Zeus em sua batalha contra os titãs. Construiu para si um magnífico e brilhante palácio de bronze, equipado com muitos servos mecânicos. De suas forjas saiu Pandora, primeira mulher mortal.

## Hefesto na mitologia

### Paternidade
Numa das tradições sobre o mito de Hefesto, atestada na Odisseia de Homero e talvez também na Ilíada, Hefesto nasceu da união de Zeus e Hera.
Outra versão do mito, registrada apenas de maneira segura em textos tardios, mas que pode indicar um resquício do mito arcaico da Hera autônoma, ela teria dado a luz a Hefesto através da partenogênese. A motivação, segundo a cosmologia centrada em Zeus de Hesíodo, seria o envolvimento da deusa numa disputa competitiva com Zeus relacionada a este ter "dado à luz" a Atena. Os pintores de vasos áticos, no entanto, ilustravam a tradição mais difundida, de que Hefesto já estaria presente ao nascimento de Atena, empunhando o martelo com o qual ele havia feito uma abertura na cabeça de Zeus para libertá-la.

### Queda do Olimpo
A despeito de ser a deusa da família, Hera arremessou Hefesto do alto dos céus, desgostosa por ele ser coxo; em outra versão, ele teria ficado coxo justamente devido à queda. No relato homérico, ele despencou durante nove dias e noites até cair no oceano, onde foi criado pela oceânides Tétis (mãe de Aquiles) e Eurínome.
Outra explicação afirma que ele teria sido arremessado por Zeus, por ter resgatado sua mãe quando o rei dos deuses a acorrentou por opôr-se a ele. Já outro relato afirma que ele teria despencado durante um dia e caído na ilha de Lemnos, onde foi criado e treinado para ser um mestre artesão pelos síntios, antiga tribo nativa daquela ilha. De acordo com estas duas versões, ele teria ficado coxo graças à queda.
Há quem diga que Hefesto foi jogado do Olimpo por um monstro mandado por Caios como vingança por ter tido filhos com a mulher dele.

### Deus do vulcão
Hefesto foi identificado pelos colonos gregos do sul da Itália com os deuses do vulcão Adrano (do monte Etna) e Vulcano, das ilhas Lipari. Sua forja foi deslocada até lá pelos poetas. O sábio Apolônio de Tiana, do século I, teria comentado: "existem muitas outras montanhas em diferentes partes da terra além do Etna, mas não somos tão levianos a ponto de afirmar que suas erupções são provocadas por gigantes e deuses."
Um mito de fundação ateniense narra que Atena teria recusado uma união carnal com Hefesto devido à sua aparência pouco atraente e seu defeito físico, e que quando ele então se enfureceu e tentou tomá-la à força, a deusa desapareceu de sua cama. A ejaculação de Hefesto caiu sobre a terra, engravidando Gaia, que acabou por dar à luz a Erictônio de Atenas; este então foi dado, ainda criança, a Atena, para que essa o criasse, guardado por uma serpente. Higino derivou deste mito uma criativa etimologia para o nome Erictônio, a partir da "disputa" (Eris) entre Atena e Hefesto e a criança-terra (ctônio). Existe na cidade um Templo de Hefesto, o Hefesteu (Hephaesteum), chamado erroneamente de Teseu"), localizado próximo à ágora ateniense.
Na ilha de Lemnos, sua consorte era a ninfa Cabiro, com quem ele teve dois filhos, dois deuses ferreiros conhecidos como cabiros. Na Sicília, sua consorte foi a ninfa Etna, e seus filhos foram os dois deuses dos gêiseres sicilianos conhecidos como palicos.
Segundo Homero a esposa de Hefesto era Cáris. Para a maior parte dos mitos, no entanto, Hefesto é marido de Afrodite, que o trai cometendo adultério com Ares.

### O ofício de Hefesto

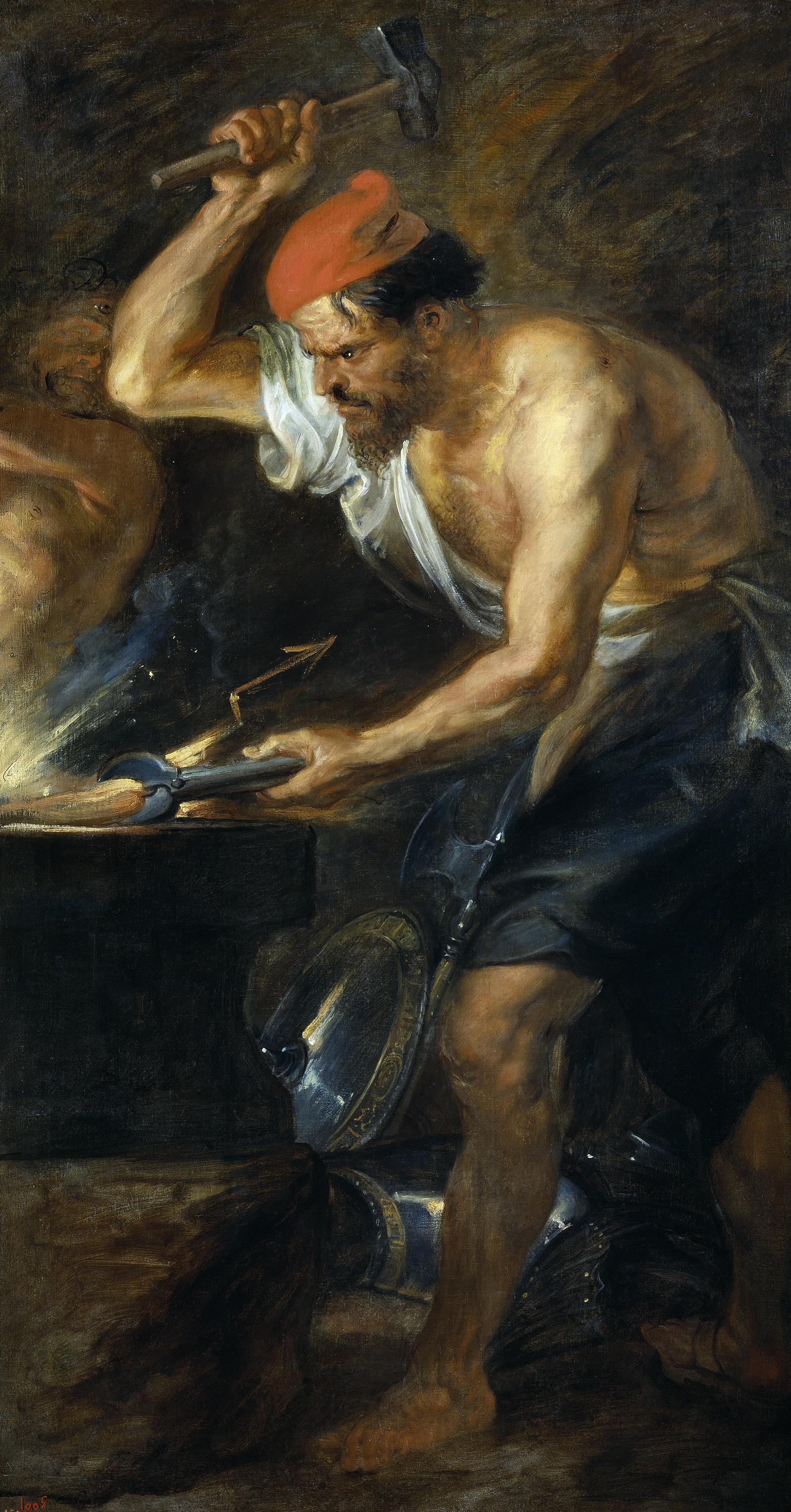
Vulcano (equivalente romano de Hefesto), por Peter Paul Rubens
Museu do Prado

Hefesto foi responsável por fazer boa parte dos magníficos equipamentos dos deuses, e quase todo tipo de trabalho em metal dotado de poderes mágicos que aparece na mitologia grega é tido como tendo sido feito pelo deus; o elmo alado e as sandálias de Hermes, o peito de armas conhecido como égide, a célebre cinta de Afrodite, o cetro de Agamenon a armadura de Aquiles, os crótalos de bronze de Héracles, a carruagem de Hélio (bem como a sua própria), o ombro de Pélops, o arco e flecha de Eros. Hefesto trabalhava com o auxílio dos ciclopes ctônicos, seus assistentes na forja. Também construiu autômatos de metal que trabalhavam para ele; entre estes estavam tripés que tinham a capacidade de ir e voltar ao monte Olimpo. Hefesto deu ao cego Órion seu aprendiz, Cedálion, para ser seu guia. Em uma das versões do mito do deus, Prometeu teria roubado o fogo que ele deu aos homens da forja de Hefesto. Este também teria criado o presente que os deuses deram ao homem, a mulher Pandora e seu pito. Como um hábil ferreiro, Hefesto fez todos os tronos do Palácio do Olimpo.

### O retorno de Hefesto
Hefesto foi o único deus que retornou ao Olimpo depois de ter sido exilado.
Numa narrativa arcaica,  Hefesto teria se vingado de Hera pela sua rejeição a ele construindo para ela um trono dourado mágico que, quando ela se sentou sobre ele, não a deixava mais se levantar. 
Os outros deuses imploraram a Hefesto que retornasse ao Olimpo para libertá-la, porém ele teria recusado, dizendo "eu não tenho mãe."
Finalmente Dioniso, enviado para trazê-lo de volta, compartilhou com ele seu vinho, embebedando assim o ferreiro e trazendo-o de volta ao Olimpo sobre as costas de uma mula, acompanhado por foliões - cena que por vezes aparece ilustrada nos vasos pintados da Ática e de Corinto. 

Nas cenas pintadas os dançarinos e figuras fálicas que formam a turba que acompanha Dioniso, enquanto este conduz a mula, mostram que a procissão fazia parte das celebrações ditirâmbicas que antecederam, em Atenas, as peças satíricas do século V. 

O tema do retorno de Hefesto, popular entre os pintores de vasos áticos cujas mercadorias eram apreciadas pelos etruscos, pode ter sido responsável por levar o mito para a Etrúria. 
Do modo em que os pintores retratavam a procissão, Hefesto estaria montado sobre uma mula ou cavalo, acompanhado por Dioniso, que segurava as rédeas e as ferramentas de Hefesto, entre elas um lábris (espécie de machado com duas lâminas).
O viajante Pausânias relatou ter visto uma pintura no Templo de Dioniso, em Atenas, construído no século V porém decorado em algum ponto anterior ao século II d.C., quando Pausânias o viu:
| “ | Existem pinturas aqui - Dioniso levando Hefesto para o céu. Uma das lendas gregas diz que Hefesto, ao nascer, teria sido arremessado de lá por Hera. Como vingança, o deus deu como presente a ela uma cadeira dourada com correntes invisíveis. Assim que ela sentou foi presa [pelas correntes], e Hefesto se recusou a atender os apelos dos outros deuses, com exceção de Dioniso - em quem tinha total confiança - e após embebedá-lo Dioniso o levou de volta ao céu. | ” |

### Hefesto e Afrodite

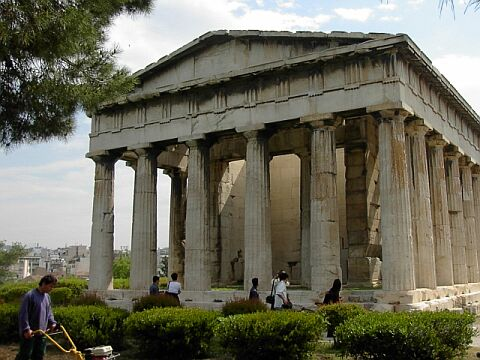
Face ocidental do Templo de Hefesto, na ágora de Atenas

Hefesto, sendo o mais decidido dos deuses, recebeu de Zeus a mão de Afrodite para evitar que os outros deuses travassem disputas por ela. Afrodite, no entanto, não aceitou a ideia do casamento arranjado com o feio Hefesto, iniciou um relacionamento amoroso com Ares, deus da guerra, narrado no canto VIII da Odisseia. Hefesto ficou sabendo da traição de Afrodite por meio de Hélio, o Sol onividente, e planejou uma armadilha para eles durante uma de suas escapadas. Enquanto Afrodite e Ares estavam juntos na cama, Hefesto envolveu-os com uma rede de cota de malha inquebrável, tão fina que era praticamente invisível, e levou-os ao monte Olimpo para humilhá-los diante dos outros deuses. Estes, no entanto, apenas riram diante da visão dos amantes nus, e Posídon conseguiu persuadir Hefesto a libertá-lo como troca de uma garantia de que Ares pagaria uma multa pelo adultério. Na Odisseia Hefesto afirma que devolveria Afrodite a seu pai e exigiria dele seu dote.
Na Ilíada, a consorte de Hefesto é uma Afrodite menor, Cáris ("a graça") ou Aglaia ("a gloriosa"), a mais jovem das Graças, como Hesíodo a chama. Hefesto foi pai de diversos filhos, tanto com mortais quanto imortais. Um destes foi o ladrão Perifetes. Juntamente com Talia, Hefesto era considerado o pai dos Palicos.
Os tebanos acreditavam que a união entre Ares e Afrodite teria resultado em Harmonia, tão bela quanto uma segunda Afrodite. Não se tem, no entanto, qualquer relato de algum fruto desta união, a menos que Virgílio tenha afirmado a sério que Eros seria seu filho. Autores posteriores explicam esta declaração afirmando que o deus do amor seria filho de Ares, mas entregue a Hefesto para que este o criasse como seu próprio filho.
Hefesto estava associado de alguma maneira aos mistérios arcaicos pré-gregos (originários dos frígios e trácios) dos Cabiros, também conhecidos como Hephaistoi, "os homens-de-Hefesto", em Lemnos. Uma das três tribos lêmnias também se chamava de Hepéstio, alegando descendência direta do deus. Hefesto tinha poucos epítetos, quando comparado a outros deuses; um deles era Hefesto Etneu (Hephaestus Aetnaeus), por sua oficina supostamente situar-se sob o monte Etna.

### Consortes e filhos
1. Afrodite:

1. Aglaia
  1. Eucleia
  2. Eutênia
  3. Eufeme
  4. Filofrósine
2. Etna:
  1. Os Palicos
3. Cabiro:
  1. Os Cabiros
4. Gaia:
  1. Erictônio
5. Anticleia:
  1. Perifetes
6. Cinia:
  1. Árdalo
  2. Cércio (possivelmente)
  3. Óleno
  4. Palemônio, argonauta
  5. Filoto
  6. Pílio
  7. Espínter

Os romanos também alegavam que sua divindade equivalente, Vulcano, teria os seguintes filhos:
1. Caco (Cacus)
2. Céculo (Caeculus)

## Epítetos
Hefesto recebeu alguns epítetos, entre os quais estão:
- Åmphigúeis (ἀμφιγύεις), "o coxo"
- Kullopodíon (κυλλοποδίων), "o hesitante"
- Chalkeús (χαλκεύς), "o artesão de cobre"
- Klutotéchnes (κλυτοτέχνης), "célebre artífice"
- Polúmetis (πολύμητις), "astuto", "esperto", "de muitos recursos"

## Simbolismo e possível inspiração
Hefesto era descrito nos mitos como cholōs, "manco", "coxo", e retratado com defeitos nos pés, movimentando-se de maneira claudicante (ēpedanos), disforme, tanto de nascença ou como resultado de sua queda; nas pinturas de vasos, Hefesto é muitas vezes mostrado curvo sobre sua bigorna, trabalhando em alguma obra de metal, por vezes com os pés invertidos: Hephaistos amphigyēeis. Caminhava com o auxílio de uma bengala ou bastão. O argonauta  Palemônio, "filho de Hefesto" - o que poderia significar apenas que ele era um bronzista - também era coxo. Outros "filhos de Hefesto" foram os Cabiros, da ilha de Samotrácia, identificados com o caranguejo (karkinos) pelo lexicógrafo Hesíquio, e o adjetivo karkinopous, "pé de caranguejo", que significava "coxo"; Detienne and Vernant observaram que os Cabiros também eram descritos como coxos.
Em algumas versões do mito, Hefesto construiu para si uma "cadeira com rodas" ou carro com o qual se deslocava, o que lhe ajudava a superar sua deficiência física e ainda assim mostrar aos deuses suas habilidades. Na Ilíada de Homero o deus constroi máquinas humanóides de bronze para auxiliá-lo a se movimentar.
A aparência feia de Hefesto e seu defeito físico é interpretado por alguns estudiosos como uma representação da arseníase, um efeito decorrente da exposição a pequenas quantidades de arsênio que resultaria na coxeadura e câncer de pele. No lugar do estanho, encontrado com menos facilidade na época, o arsênio era adicionado ao cobre durante a Era do Bronze para endurecê-lo; como os chapeleiros, enlouquecidos pela sua exposição ao mercúrio - que inspiraram o célebre personagem de Lewis Carroll do Chapeleiro Louco, em Alice no País das Maravilhas - a maior parte dos ferreiros da época teriam sofrido de envenenamento crônico como resultado de seu trabalho e, consequentemente, a imagem mítica do ferreiro coxo teria se espalhado.